# Spay (França)
Spay és un municipi francès situat al departament del Sarthe i a la regió de País del Loira. L'any 2007 tenia 2.602 habitants.

## Demografia

### Població
El 2007 la població de fet de Spay era de 2.602 persones. Hi havia 958 famílies de les quals 154 eren unipersonals (83 homes vivint sols i 71 dones vivint soles), 342 parelles sense fills, 413 parelles amb fills i 49 famílies monoparentals amb fills.
La població ha evolucionat segons el següent gràfic:
Habitants censats

### Habitatges
El 2007 hi havia 1.010 habitatges, 973 eren l'habitatge principal de la família, 11 eren segones residències i 26 estaven desocupats. 995 eren cases i 14 eren apartaments. Dels 973 habitatges principals, 835 estaven ocupats pels seus propietaris, 129 estaven llogats i ocupats pels llogaters i 9 estaven cedits a títol gratuït; 6 tenien una cambra, 19 en tenien dues, 92 en tenien tres, 240 en tenien quatre i 616 en tenien cinc o més. 810 habitatges disposaven pel capbaix d'una plaça de pàrquing. A 303 habitatges hi havia un automòbil i a 633 n'hi havia dos o més.

### Piràmide de població
La piràmide de població per edats i sexe el 2009 era:
| Homes | Edats   | Dones |
| ----- | ------- | ----- |
| 0     | 95 o +  | 0     |
| 0     | 90 a 94 | 4     |
| 0     | 85 a 89 | 0     |
| 4     | 80 a 84 | 4     |
| 16    | 75 a 79 | 24    |
| 20    | 70 a 74 | 24    |
| 28    | 65 a 69 | 40    |
| 60    | 60 a 64 | 60    |
| 56    | 55 a 59 | 52    |
| 116   | 50 a 54 | 112   |
| 100   | 45 a 49 | 132   |
| 132   | 40 a 44 | 120   |
| 104   | 35 a 39 | 80    |
| 52    | 30 a 34 | 84    |
| 48    | 25 a 29 | 44    |
| 116   | 20 a 24 | 40    |
| 112   | 15 a 19 | 120   |
| 64    | 10 a 14 | 84    |
| 120   | 5 a 9   | 68    |
| 24    | 0 a 4   | 48    |

## Economia
El 2007 la població en edat de treballar era de 1.793 persones, 1.333 eren actives i 460 eren inactives. De les 1.333 persones actives 1.248 estaven ocupades (656 homes i 592 dones) i 85 estaven aturades (32 homes i 53 dones). De les 460 persones inactives 232 estaven jubilades, 143 estaven estudiant i 85 estaven classificades com a «altres inactius».

### Ingressos
El 2009 a Spay hi havia 1.028 unitats fiscals que integraven 2.807,5 persones, la mediana anual d'ingressos fiscals per persona era de 20.962 €.

### Activitats econòmiques
Dels 116 establiments que hi havia el 2007, 3 eren d'empreses extractives, 2 d'empreses alimentàries, 11 d'empreses de fabricació d'altres productes industrials, 18 d'empreses de construcció, 25 d'empreses de comerç i reparació d'automòbils, 9 d'empreses de transport, 5 d'empreses d'hostatgeria i restauració, 2 d'empreses d'informació i comunicació, 6 d'empreses financeres, 3 d'empreses immobiliàries, 9 d'empreses de serveis, 11 d'entitats de l'administració pública i 12 d'empreses classificades com a «altres activitats de serveis».
Dels 31 establiments de servei als particulars que hi havia el 2009, 1 era una oficina de correu, 2 oficines bancàries, 2 tallers de reparació d'automòbils i de material agrícola, 2 establiments de lloguer de cotxes, 1 autoescola, 2 paletes, 3 guixaires pintors, 2 fusteries, 2 lampisteries, 3 empreses de construcció, 4 perruqueries, 3 restaurants, 1 agència immobiliària, 1 tintoreria i 2 salons de bellesa.
Dels 6 establiments comercials que hi havia el 2009, 1 era un supermercat, 1 una fleca, 1 una carnisseria, 1 una botiga de material esportiu, 1 un drogueria i 1 una floristeria.
L'any 2000 a Spay hi havia 10 explotacions agrícoles que ocupaven un total de 552 hectàrees.

## Equipaments sanitaris i escolars
L'únic equipament sanitari que hi havia el 2009 era una farmàcia.
El 2009 hi havia 1 escola maternal i 1 escola elemental.

## Poblacions més properes
El següent diagrama mostra les poblacions més properes.